# Bể tự hoại cải tiến với vách ngăn mỏng
Bể tự hoại cải tiến với vách ngăn mỏng dòng hướng lên (Baffled septic tank - Bast) là loại bể tự hoại cải tiến nhằm tăng cường khả năng tiếp xúc giữa chất bẩn và quần thể vi sinh vật trong bể, tăng hiệu suất sử dụng thể tích bể và nhờ đó, nâng cao hiệu suất xử lý. BAST đã được nghiên cứu và phát triển bởi Trung tâm Kỹ thuật Môi trường Đô thị và Khu công nghiệp (CEETIA), Trường Đại học Xây dựng và Viện Khoa học và Công nghệ Môi trường Liên bang Thụy Sĩ (EAWAG), được Cục Sở hữu trí tuệ cấp Bằng độc quyền sáng chế số 9577 tại Quyết định số 29207/QĐ-SHTT ngày 24/08/2011. Bể được dùng để xử lý chất thải lòng trong sinh hoạt, hoạt động sản xuất kinh doanh của các làng nghề, xưởng sản xuất, khách sạn, nhà hàng...

## Cấu tạo
Bast là bể có từ 4-6 ngăn phân hủy kỵ khí. Giữa các ngăn là vách ngăn có hệ thống ống PVC hướng dòng chảy (vách ngăn hướng dòng) giúp tách nước và lưu chất thải rắn để phân hủy trong thời gian đảm bảo.

## Nguyên lý hoạt động
Chất thải vào ngăn thứ nhất được lắng và lên men kỵ khí. Nhờ vách ngăn hướng dòng, ở các ngăn tiếp theo, nước thải chuyển động từ dưới lên trên, tiếp xúc với các vi sinh vật kỵ khí trong lớp bùn hình thành ở đáy bể nên chất hữu cơ được phân hủy. Vách ngăn cho phép tăng hệ số sử dụng thể tích bể, tránh các vùng nước chết. Nhờ chia ngăn, Bast trở thành một dãy bể phản ứng kỵ khí nối tiếp và tách riêng 2 pha (lên men axit và lên men kiềm) nên quần thể vi sinh vật trong từng ngăn sẽ khác nhau và có điều kiện phát triển thuận lợi. Ở những ngăn đầu, các vi khuẩn tạo axit sẽ chiếm ưu thế; ở những ngăn sau, các vi khuẩn tạo mêtan là chủ yếu.

## Cải tiến
Bể tự hoại cải tiến với vách ngăn mỏng và ngăn lọc kỵ khí (BASTAF) là từ bể Bast, bổ sung thêm ngăn lọc kỵ khí thành bể Bastaf. BASTAF thay thế cho bể tự hoại truyền thống, chí phí xây dựng lắp đặt thấp, hiệu quả xử lý cao và ổn định. Các kết quả quan trắc thu được từ các bể BASTAF trong phòng thí nghiệm và ngoài hiện trường, cho các loại nước thải khác nhau, cho thấy hiệu suất xử lý trung bình COD, BOD5 và TSS tương ứng là 75 – 90%, 70 – 85% và 75 – 95%.